# Crinum erythrophyllum
Crinum erythrophyllum är en amaryllisväxtart som beskrevs av William Carey och Herb.. Crinum erythrophyllum ingår i släktet Crinum, och familjen amaryllisväxter. Inga underarter finns listade i Catalogue of Life.